# Gustav Malja
Gustav Malja (Malmö, 4 novembre 1995) è un ex pilota automobilistico svedese.

## Carriera

### Kart
Nato a Malmö, Malja inizia la sua carriera sui kart nel 2005. Comincia nel campionato Formula Micro e quattro anni dopo, nel 2009, vince il campionato svedese nella classe KF3.

### ADAC Formel Masters
Malja debutta nelle monoposto nel 2011, nel campionato tedesco ADAC Formel Masters. Nel suo primo anno corre con la Neuhauser, terminando 13º con un podio all'attivo. Nel 2012 resta nel team per la sua seconda stagione nella categoria. Ottiene una Pole e tre vittorie, concludendo al secondo posto in classifica generale.

### Formula Renault
Nella stagione 2013 Malja partecipa al campionato di Eurocup Formula Renault 2.0 e a quello di Formula Renault 2.0 NEC con la Josef Kaufmann Racing. In quest'ultimo campionato conquista due podi, mentre nell'Eurocup non va oltre i 4 punti totali.
Nella stagione 2014 continua con lo stesso team, ottenendo 2 vittorie e il quinto posto nel campionato Formula Renault 2.0 NEC, mentre nel campionato Eurocup ottiene 49 punti totali e il 12º posto.
Nel 2015 Malja passa al campionato Formula Renault 3.5 Series ottenendo 2 podi.

### Formula 3 Europea
Nel 2015 Malja partecipa anche a 3 gare della Formula 3 Europea con il team Eurointernational.

### GP2 Series/Formula 2
Nello stesso 2015 Malja approda in GP2 nel week-end di Spa con il team Trident, in sostituzione di René Binder ottenendo un punto. Negli ultimi 2 appuntamenti della stagione corre con la Rapax per sostituire l'infortunato Robert Vișoiu.
Per la stagione 2016 si accorda con la Rapax per prendere parte all'intera stagione. Ottiene 2 podi e il 13º posto in classifica generale.
Nella stagione 2017 continua nel campionato, nel frattempo rinominato Formula 2, passando alla Racing Engineering, ottenendo un podio nella gara sprint di Monaco. Conclude il campionato al tredicesimo posto.

## Risultati

### Riassunto della carriera
| Stagione | Campionato                         | Team                            | Gare         | Vittorie     | Pole         | Gpv          | Podi         | Punti        | Pos.         |
| -------- | ---------------------------------- | ------------------------------- | ------------ | ------------ | ------------ | ------------ | ------------ | ------------ | ------------ |
| 2011     | ADAC Formel Masters                | Neuhauser Racing                | 24           | 0            | 0            | 0            | 1            | 69           | 13º          |
| 2012     | ADAC Formel Masters                | Neuhauser Racing                | 23           | 3            | 1            | 9            | 16           | 307          | 2º           |
| 2012     | Formula Renault BARC Winter Series | MGR Motorsport                  | 2            | 0            | 0            | 0            | 0            | 0            | NC           |
| 2013     | Formula Renault 2.0 NEC            | Josef Kaufmann Racing           | 8            | 0            | 0            | 0            | 2            | 98           | 15º          |
| 2013     | Eurocup Formula Renault 2.0        | Josef Kaufmann Racing           | 14           | 0            | 0            | 0            | 0            | 4            | 20º          |
| 2014     | Formula Renault 2.0 NEC            | Josef Kaufmann Racing           | 14           | 2            | 1            | 2            | 4            | 193          | 5º           |
| 2014     | Eurocup Formula Renault 2.0        | Josef Kaufmann Racing           | 14           | 0            | 0            | 0            | 0            | 49           | 12º          |
| 2015     | Formula Renault 3.5 Series         | Strakka Racing                  | 17           | 0            | 0            | 0            | 2            | 79           | 9º           |
| 2015     | F3 europea                         | EuroInternational               | 3            | 0            | 0            | 0            | 0            | 0            | 42º          |
| 2015     | GP2 Series                         | Trident                         | 2            | 0            | 0            | 0            | 0            | 1            | 25º          |
| 2015     | GP2 Series                         | Rapax                           | 3            | 0            | 0            | 0            | 0            | 1            | 25º          |
| 2016     | GP2 Series                         | Rapax                           | 22           | 0            | 0            | 0            | 2            | 53           | 13º          |
| 2017     | Formula 2                          | Racing Engineering              | 22           | 0            | 0            | 0            | 1            | 44           | 13º          |
| 2017     | Formula 1                          | Sauber F1 Team                  | Collaudatore | Collaudatore | Collaudatore | Collaudatore | Collaudatore | Collaudatore | Collaudatore |
| 2018     | Porsche Supercup                   | Team Project 1                  | 10           | 0            | 0            | 0            | 0            | 26           | 14º          |
| 2018     | Porsche Carrera Cup Germany        | Team Deutsche Post by Project 1 | 14           | 0            | 0            | 0            | 1            | 82           | 11º          |
| 2019     | Porsche Carrera Cup Germany        | Förch Racing                    | 16           | 0            | 0            | 0            | 0            | 50.5         | 14º          |

### Formula Renault 3.5 Series
(Legenda) N.B. Le gare in grassetto indicano una pole position mentre quelle in corsivo indicano il giro più veloce in gara.
| Anno | Scuderia       | 1   | 2   | 3   | 4   | 5   | 6   | 7   | 8   | 9   | 10  | 11  | 12  | 13  | 14  | 15  | 16  | 17  | Punti | Pos. |
| ---- | -------------- | --- | --- | --- | --- | --- | --- | --- | --- | --- | --- | --- | --- | --- | --- | --- | --- | --- | ----- | ---- |
| 2015 | Strakka Racing | ALC | ALC | MON | SPA | SPA | HUN | HUN | RBR | RBR | SIL | SIL | NÜR | NÜR | BUG | BUG | JER | JER | 79    | 9º   |
| 2015 | Strakka Racing | 10  | 20  | Rit | 8   | 14  | 10  | 3   | 7   | 7   | 6   | 8   | 8   | 2   | 11  | 9   | 11  | 5   | 79    | 9º   |

### F3 europea
(legenda) (Le gare in grassetto indicano la pole position) (Le gare in corsivo indicano Gpv)
| Stagione | Squadra           | Motore   | 1   | 2   | 3   | 4   | 5   | 6   | 7   | 8   | 9   | 10  | 11  | 12  | 13  | 14  | 15  | 16  | 17  | 18  | 19  | 20  | 21  | 22  | 23  | 24  | 25  | 26  | 27  | 28  | 29  | 30  | 31  | 32  | 33  | Punti | Pos. |
| -------- | ----------------- | -------- | --- | --- | --- | --- | --- | --- | --- | --- | --- | --- | --- | --- | --- | --- | --- | --- | --- | --- | --- | --- | --- | --- | --- | --- | --- | --- | --- | --- | --- | --- | --- | --- | --- | ----- | ---- |
| 2015     | EuroInternational | Mercedes | SIL | SIL | SIL | HOC | HOC | HOC | PAU | PAU | PAU | MNZ | MNZ | MNZ | SPA | SPA | SPA | NOR | NOR | NOR | ZAN | ZAN | ZAN | RBR | RBR | RBR | ALG | ALG | ALG | NÜR | NÜR | NÜR | HOC | HOC | HOC | 0     | 42º  |
| 2015     | EuroInternational | Mercedes |     |     |     |     |     |     | Rit | 25  | 25  |     |     |     |     |     |     |     |     |     |     |     |     |     |     |     |     |     |     |     |     |     |     |     |     | 0     | 42º  |

### GP2 Series
(legenda) (Le gare in grassetto indicano la pole position) (Le gare in corsivo indicano Gpv)
| Stagione | Team    | 1   | 2   | 3   | 4   | 5   | 6   | 7   | 8   | 9   | 10  | 11  | 12  | 13  | 14  | 15  | 16  | 17  | 18  | 19  | 20  | 21  | 22  | Pos. | Punti |
| -------- | ------- | --- | --- | --- | --- | --- | --- | --- | --- | --- | --- | --- | --- | --- | --- | --- | --- | --- | --- | --- | --- | --- | --- | ---- | ----- |
| 2015     | Trident | BHR | BHR | CAT | CAT | MON | MON | RBR | RBR | SIL | SIL | HUN | HUN | SPA | SPA | MNZ | MNZ | SOC | SOC |     |     |     |     | 25º  | 1     |
| 2015     | Trident |     |     |     |     |     |     |     |     |     |     |     |     | 10  | 18  |     |     |     |     |     |     |     |     | 25º  | 1     |
| 2015     | Rapax   |     |     |     |     |     |     |     |     |     |     |     |     |     |     |     |     |     |     | BHR | BHR | YMC | YMC | 25º  | 1     |
| 2015     | Rapax   |     |     |     |     |     |     |     |     |     |     |     |     |     |     |     |     |     |     | 16  | 13  | 16  | C   | 25º  | 1     |
| 2016     | Rapax   | CAT | CAT | MON | MON | BAK | BAK | RBR | RBR | SIL | SIL | HUN | HUN | HOC | HOC | SPA | SPA | MNZ | MNZ | SEP | SEP | YMC | YMC | 13º  | 53    |
| 2016     | Rapax   | 9   | 10  | 14  | 12  | 10  | Rit | 13  | 16  | 22  | 19  | 13  | 14  | 6   | 8   | 8   | 2   | 3   | 7   | 9   | 5   | Rit | 14  | 13º  | 53    |

### Formula 2
(legenda) (Le gare in grassetto indicano la pole position) (Le gare in corsivo indicano Gpv)
| Stagione | Team               | 1   | 2   | 3   | 4   | 5   | 6   | 7   | 8   | 9   | 10  | 11  | 12  | 13  | 14  | 15  | 16  | 17  | 18  | 19  | 20  | 21  | 22  | Punti | Pos. |
| -------- | ------------------ | --- | --- | --- | --- | --- | --- | --- | --- | --- | --- | --- | --- | --- | --- | --- | --- | --- | --- | --- | --- | --- | --- | ----- | ---- |
| 2017     | Racing Engineering | BHR | BHR | CAT | CAT | MON | MON | BAK | BAK | RBR | RBR | SIL | SIL | HUN | HUN | SPA | SPA | MNZ | MNZ | JER | JER | YMC | YMC | 44    | 13º  |
| 2017     | Racing Engineering | 18  | 13  | 7   | 6   | 6   | 3   | 11  | 13  | 12  | 15  | 14  | 9   | 13  | NC  | 4   | 11  | 8   | 18  | 14  | 18  | 11  | 17  | 44    | 13º  |

### Porsche Supercup
(legenda) (Le gare in grassetto indicano la pole position) (Le gare in corsivo indicano Gpv)
| Stagione | Team           | 1      | 2      | 3      | 4      | 5      | 6      | 7      | 8       | 9     | 10     | Punti | Pos. |
| -------- | -------------- | ------ | ------ | ------ | ------ | ------ | ------ | ------ | ------- | ----- | ------ | ----- | ---- |
| 2018     | Team Project 1 | CAT 15 | MON 13 | RBR 13 | SIL 17 | HOC 11 | HUN 15 | SPA 16 | MNZ 26† | MEX 9 | MEX 18 | 26    | 14º  |

† Il pilota non ha terminato la gara, ma è stato classificato poiché ha completato oltre il 90% della distanza di gara.